# 로마의 도로

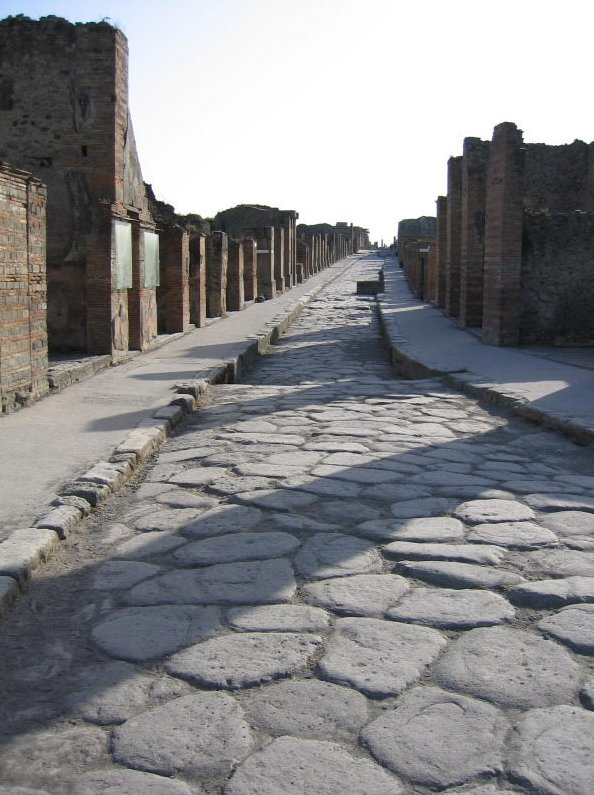
폼페이에 있는 로마의 거리.

로마의 도로는 고대 로마의 성장의 중요한 역할을 맡았다. 로마 도로 덕분에 로마인은 군대 이동과 물자 교역, 소식 전달을 용이하게 수행할 수 있었다. 로마의 도로 체계는 50,000 마일의 포장 도로와 250,000마일의 길을 포괄하였다. 로마가 절정기에 이르렀을 때 도시를 중심으로 29개 정도의 거대한 군용 도로가 뻗어있었다. 도로를 놓기 위하여 언덕은 깎고 골짜기는 메웠다. 로마 제국은 372개의 거대 연결도로를 통하여 113개 속주로 구획되었다. 갈리아 한 곳만 해도 21,000m의 도로가 부설되었다고 하며, 브리타니아에서는 도로 길이가 최소 4,000m라고 한다.
로마인들은 도로(via) 건설에 정통하였다. 도로는 한 장소에서 다른 곳으로 재화를 옮기는 수단이었다. 누구나 로마 도로로 걷거나 지나가거나 가축, 마차 등을 몰 수 있었다. 도로는 작고 거친 길, 승마길, 터널, 수레길에 이르기까지 다양하였다. 12표법에 따르면 로마 도로의 최소 폭은 직선 구간에서 2.45m였으며, 굽은 구간에서는 4.9m였다.
로마의 도로망은 제국의 안정을 유지하고 확대하는데 중요하였다. 로마 군단은 신속하게 도로를 건설할 수 있었으며, 일부 도로는 수 천년이 지난 뒤에도 쓰인다. 고대 말기에 이러한 로마 도로는 도리어 이민족의 침략에 도움이 되기도 하였다.

## 어원
로마에서는 도로를 라틴어로 '위아'(via, 복수형: '위아이viae')라고 하였다. 이 낱말은 영어 낱말 'way'(고대 영어로는 weg), 'weigh'(고대 영어로는 "들어 올리다, 운반하다, 옮기다, 들다"라는 뜻)과 관련이 있다. 이들 낱말은 모두 인도유럽어로 "옮기다"를 뜻하는 *wegh-에서 나온 말이다.

## 도로 체계
리비우스는 로마 근처의 익숙한 몇몇 도로와 이정표에 대해 언급하였는데, 최초의 포장도로는 아피아 가도다. 이러한 언급의 연대가 맞다면, 아피아 가도는 그저 평평하게 다진 흙길보다는 좀 더 나은 수준이었을 것이다. 그리하여 가비 도로(Via Gabina, 포르센나 시대)는 기원전 500년경에, 라티움 도로(Via Latina, 코리올라누스의 시대)는 기원전 490년경, 노멘툼 도로(Via Nomentana)은 기원전 449년, 라비키 도로(Via Labicana)는 기원전 421년, 소금 도로(Via Salaria)는 기원전 361년으로 언급되어 있다.
안토니누스 도로 일람(Antonini Itinerarium)에는 로마의 도로 체계를 다음과 같이 설명하고 있다.
브리타니아 북부 국경, 다키아, 유프라테스의 몇몇 속주 등 일부 변경 지역을 예외로 한다면, 제국 전체를 여러 길(iter)이 관통하고 있다. 우리에게 [길이] 없어서 민사나 군사 업무로 로마의 관리가 파견되리라고 우리가 기대하는 구역은 거의 없다. 도로는 브리타니아의 성벽까지 이르며, 라인 강, 도나우 강, 유프라테스 강을 따라 뻗어있으며, 제국 내부의 속주를 이어주며 도로망을 이룬다.

로마 제국의 한 도로 지도에서는 제국 널리 밀집한 도로망이 있었음을 보여준다. 국경을 넘어가면 도로가 전혀 없으나 혹자는 국경 밖에도 교통을 위해 보도나 흙길이 있었으리라 추측하기도 한다.

### 법과 규정
기원전 450년경 12표법에서는 도로 폭을 직선 구간에서 2.45m로, 굽은 구간에서는 4.9m로 규정하였다. 실제 집행상으로는 이 기준과 차이가 있었다. 이 법에서는 로마인들에게 도로를 건설하고 도로가 수리 중인 경우 여행자가 사유지를 지나갈 수 있는 권리를 주었다. 도로를 건설하는 데는 빈번하게 수리할 필요가 없었으므로 이념적인 목적을 띄게 되었다.
로마법에서는 '세르위투스'(Servitus, "주장")라 하여 도로 사용권을 규정하였다. "갈 수 있는 권리"(ius eundi)로 사유지를 지나는 도보(iter)를 이용할 수 있는 권리를, "몰 수 있는 권리"(ius agendi)로 수레를 몰 수 있는 권리를 보장하였다. 조정자(arbiter)가 결정한 적정 폭을 도로가 갖추면, 로마 도로(via)는 이 두 가지 권리의 길을 아루른다. 기준 도로 폭은 "라티투도 레기티마"(latitudo legitima) 2.4m였다. 이러한 법을 통해 특히 공화정 시대에는 공공의 영역이 개인의 영역보다 우위에 있었음을 알 수 있다.

#### 도로 유형
로마 도로는 단순한 통나무길(corduroy road)에서 포장 도로까지 다양하였는데, 포장 도로의 경우 잡석을 깐 노반을 깔았으며, 밑에 층을 두어 건조한 상태를 유지하며 돌과 잡석 사이로 물이 빠져나가 진창길이 되지 않도록 막았다. 울피아누스에 따르면 도로는 세 유형이 있다고 한다.
1. 공공 도로, 집정관 도로, 근위대 도로, 군용 도로 (Viae publicae, consulares, praetoriae or militares)
2. 사설 도로, 시골 도로, 자갈 도로, 농업 도로 (Viae privatae, rusticae, glareae, or agrariue)
3. 지역 도로 (Viae vicinales)

#### 공공 도로, 집정관 도로, 근위대 도로, 군용 도로
첫 번째 종류는 공공 도로로서 국가에서 국유지에 부설하고 유지하였다. 이러한 도로는 바다, 강, 다른 공공 도로로 이어졌다. 트라야누스 시대(A.D. 98-117)에 살았던 시쿨루스 플라쿠스(Siculus Flaccus)는 이러한 도로를 "국왕 및 공공의 도로"(viae publicae regalesque)로 불렀으며, 그 특징을 다음과 같이 썼다.
1. 공공 도로는 행정관(curator)가 부설하며, 도급자(redeptor)가 공금으로 수리하였다. 그러나 인접 토지 소유주가 계속 기여하였다.[6]
2. 이러한 도로에는 건설자의 이름이 붙는다. (아피아 가도, 카시우스 도로, 플라미니우스 도로 등)[6]

로마 도로는 도로의 건설과 복구를 명령한 감찰관의 이름을 따서 지어졌다. 같은 감찰관의 이름을 붙이게 될 경우 대신 집정관의 이름을 붙였는데, 그 도로 이름에는 감찰관의 임기 날짜가 붙었다. 감찰관 임기 전에 생긴 도로나 기원을 알 수 없는 도로는 종착지 지명이나 주로 지나가는 지역의 지명을 붙였다. 감찰관이 어떤 도로를 포장ㆍ재포장 혹은 경로를 바꾸는 등 크게 수리할 경우 개칭되기도 하였다. 페르시아 왕도(아마 이는 최초의 공공 도로 체계였을 것이다)나 왕의 길은 "왕의 도로"(viae rejales)라고 불렀으며, 영국의 이크닐드 길(Icknield Way)같은 도로는 "군용 도로"(viae militariae)라고 칭하였다.
그러나 시간이 흐를수록 여러 가지 이유로 도로 건설과 같은 거대한 공공 사업에 정무관 외에 다른 사람의 이름을 붙이는 경우도 생겼다. 가이우스 그라쿠스는 호민관에 재직할 당시(기원전 123~122년) 여러 공공 도로를 포장하거나 자갈을 깔았으며, 이정표와 승마 디딤돌을 세웠다. 가이우스 스크리보니우스 쿠리오는 호민관 재직 당시 (기원전 50년) 인기를 얻기 위해 도로법(Lex Viaria)를 입안하여 자신을 5년간 도로 감독관으로 임명하였다. 카시우스 디오는 기원전 43년 제2차 삼두 정치의 강제 조치 가운데 하나로 이들이 원로원 의원으로 하여금 자비로 공공 도로를 수리하도록 강요하였다고 썼다.

#### 사설 도로, 시골 도로, 자갈 도로, 농업 도로
로마 도로의 두 번째 범주로는 원래 개인이 자기 땅에 건설한 도로인 사설 도로 또는 시골 도로로, 건설자는 이 도로를 공용으로 전환할 수 있었다. 이러한 도로는 특정 토지 소유주나 공공에 이익이 되었다. 사설 도로 중에는 공공 도로나 간선 도로에서 특정 토지나 취락으로 이어지는 도로도 있었다. 울피아누스는 이런 도로도 공공 도로로 보았다.
보조 도로인 시골 도로(viae rusticae)도 있었다. 주요 도로나 보조 도로는 둘 다 포장되거나 북아프리카의 경우처럼 자갈이 깔린 비포장 상태일 수도 있다. 이런 비포장 도로는 자갈 도로(viae glareae 또는 sternendae)라고 하였다. 보조 도로 다음으로는 흙길(viae terrenae)이 있었다.

#### 지역 도로
세 번째 범주는 마을이나 지방, 교차로에서 각 취락(vicus)으로 향하거나 그런 곳을 지나가는 지역 도로였다.(Viae vicinales) 이러한 도로는 간선 도로로 이어지거나 간선 도로와 전혀 이어지지 않고 다른 지역 도로와 연결되기도 하였다. 지역 도로는 원래 건설 자금이 어디서 나왔느냐에 따라서 공공 도로일 수도 있고, 사설 도로일 수도 있었다. 이러한 도로는 개인이 건설한 도로일지라도 건설자에 대한 기억이 사라지면 공공 도로가 되었다.
시쿨루스 플라쿠스는 지역 도로에 대하여 "각지를 이어주는 공공 도로이며, 다른 공공 도로와 연결되기도 한다"(de publicis quae divertunt in agros et saepe ad alteras publicas perveniunt)고 썼다. 이런 경우 도로 수리 당국은 지방 정무관(magistri pagorum)의 몫이었다. 이들은 인접한 토지 소유주에게 지역 도로 수리에 필요한 일꾼을 징발하거나 재산에 따라 특정 구간을 자비로 수리하도록 요구할 수 있었다.

## 위치

하드리아누스 시대(재위 기원후 117~138년) 로마 제국의 도로망.

#### 이탈리아 지역
주요 도로

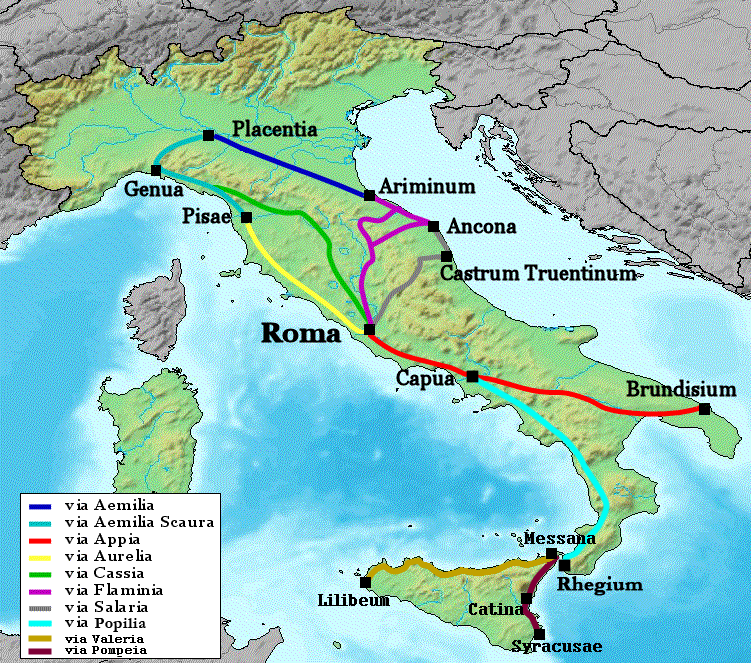
이탈리아의 로마 도로 지도.

- 아이밀리우스 도로 (Via Aemilia) : 아리미눔에서 플라켄티아까지.
- 아피아 가도 (Via Appia) : 기원전 312년. 로마에서 아풀리아로.
- 아우렐리우스 도로 (Via Aurelia) : 기원전 241년. 로마에서 프랑스로.
- 카시우스 도로 (Via Cassia) : 로마에서 토스카나로.
- 플라미니우스 도로 (Via Flaminia) : 기원전 220년. 로마에서 아리미눔으로.
- 소금 도로 (Via Salaria) : 로마에서 아드리아해까지.

#### 다른 지역
아프리카
- 주요 도로 : 살라 콜로니아에서 카르타고와 알렉산드리아까지.
- 이집트 : 하드리아누스 도로(Via Hadriana)
- 마우레타니아 팅기타나 : 팅기스에서 남쪽으로

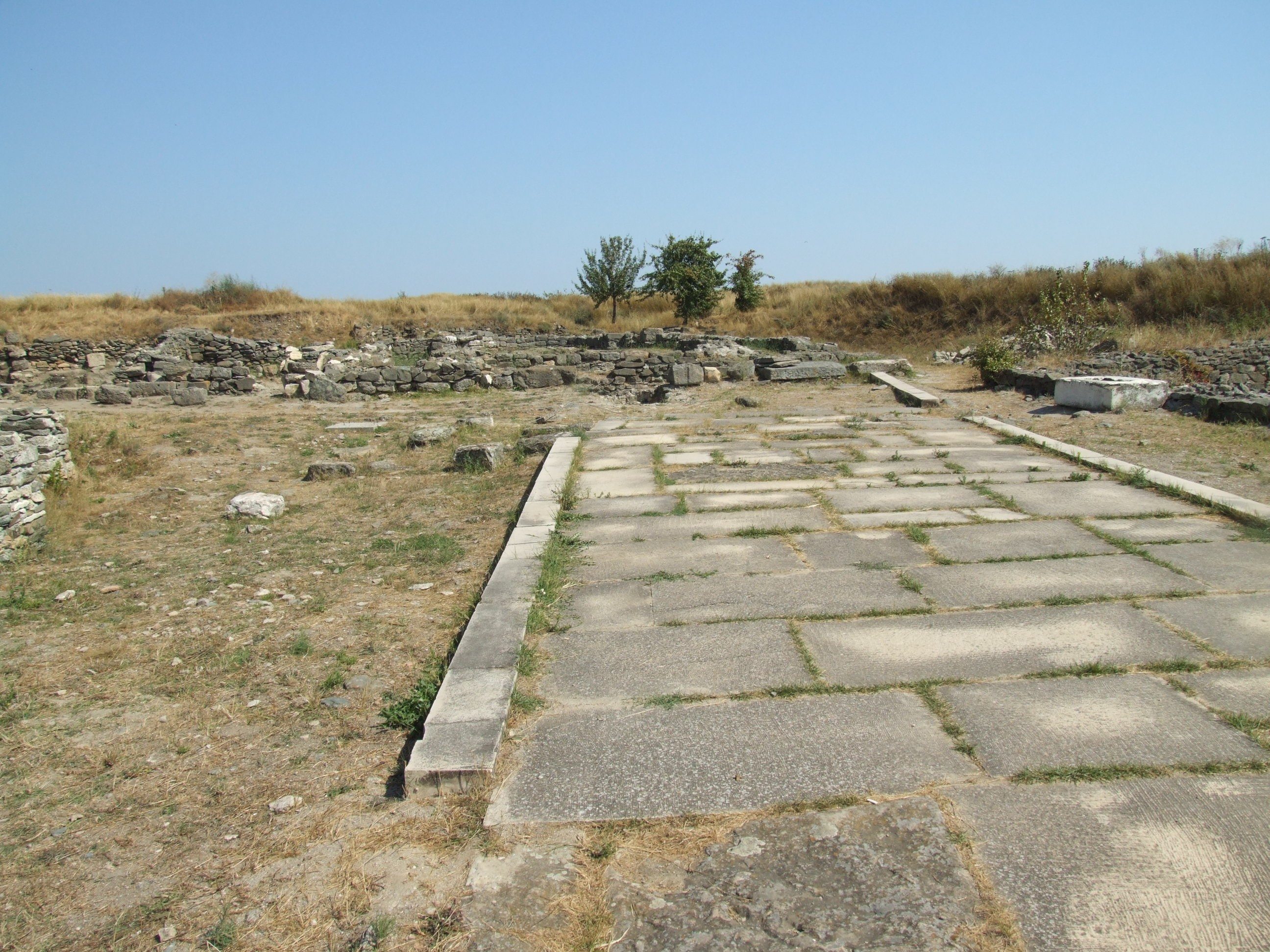
이스트리아에 있는 로마 도로에 기원을 둔 것으로 추정되는 길. (직사각형 블럭은 로마인이 건설한 것이 아니다)

알바니아 / 마케도니아 공화국 / 그리스/ 터키'
- 에그나티우스 도로(Via Egnatia) : 디라키움(아드리아 해)에서 테살로니키를 거쳐 비잔티움으로.

오스트리아 / 세르비아 / 불가리아 / 터키
- 군사 도로(Via Militaris, 또는 Via Diagonalis나 Via Singidunum) : 중부 유럽과 비잔티움 연결.

프랑스
- 아그리파 도로 (Via Agrippa)
- 아퀴타니아 가도 (Via Aquitania) : 도미티우스 도로와 이어진 나르본에서 툴루즈와 보르도를 지나 대서양으로.
- 도미티아 가도 (Via Domitia) : 기원전 118년. 님에서 피레네산맥으로. 이곳 Col de Panissars에서 아우구스투스 도로와 연결된다.
- 로마의 길 (Voie romaine) : 됭케르크에서 노르 데파르트망의 카셀까지.

중동
- 페트라 로마 도로 : 1세기경 요르단의 페트라.
- 트라이아나 노바 가도

루마니아
- 철문 트라야누스 다리와 철문 도로.

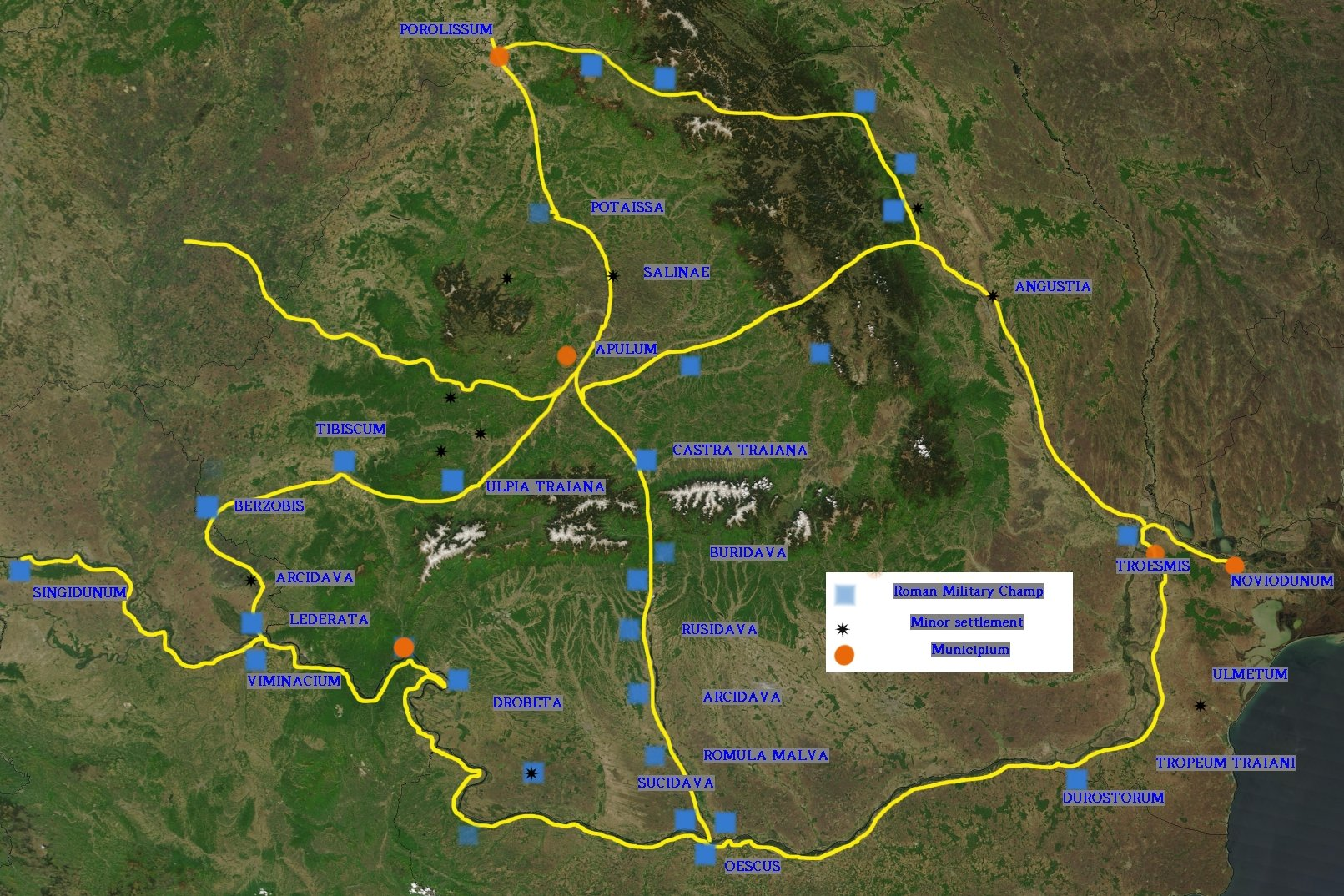
도나우강을 따라 뻗은 로마 도로.

- 트라야누스 도로 (Via Traiana)
- 폰투스 도로 (Via Pontica)

루마니아 / 불가리아
- 폰투스 도로

에스파냐와 포르투갈

로마의 이베리아 속주 히스파니아의 로마 도로.

- 에메리타-아스투리카 도로(Iter ab Emerita Asturicam) : 세비야에서 히혼으로. 나중에는 은의 길(Vía de la Plata, 'plata'란 에스파냐어로 '은'을 뜻하는데, 이 경우에는 아랍어 낱말 'barata'에서 와선된 것이다.)로 불렸으며, 산티아고의 길 일부이다. 현재는 A-66번 고속도로이다.
- 아우구스투스 도로 (Via Augusta) : 카디스에서 피레네산맥까지. 라 혼케라 근처의 Coll de Panissars에서 도미티우스 도로와 만난다. 이 도로는 발렌시아, 타라고나(고대명 '타라코'), 바르셀로나를 지나간다.
- 황금의 길 (Camiño de Oro) : 레볼레도(Reboledo) 마을 근처를 지나며, 오렌세 주의 주도인 오렌세(Ourense)에서 종착한다.

알프스산맥간 도로
- 클라우디우스 아우구스투스 도로 (Via Claudia Augusta) : 기원후 47년. 알티눔에서 레셴 고개를 지나 아우크스부르크로.
- 나쁜 길 (Via Mala) : 밀라노에서 산 베르나르디노 고개를 거쳐 린다우로.
- 데키우스 길 (Via Decia)

피레네산맥간 도로
히스파니아와 갈리아를 이어주었다.
- 아스투리카-부르디갈라 도로(Ab Asturica Burdigalam)

## 같이 보기
- 로마 제국의 유산